# Майкл Джагмін
Майкл «Jag» Джагмін — американський вокаліст, відомий тим, що був вокалістом метал групі Odd Project, та колишній вокаліст пост-хардкор групи A Skylit Drive. Джагмін добре відомий своїм голосом, який охоплює більше трьох октав.

## Музична кар'єра
Джагмін був другим вокалістом групи Odd Project, і записав з ними альбом  Lovers, Fighters, Sinners, Saints. Він покинув групу у 2007 році.
Джагмін приєднався до A Skylit Drive, у 2008 замінивши колишнього вокаліста, Джордана Блейка, який покинув гурт через проблеми зі здоров'ям у 2007 році. В A Skylit Drive він записав чотири альбоми: Wires...and the Concept of Breathing, Adelphia, Identity on Fire та Rise.
У 2012 випустив власний сингл «Sometimes».

## Дискографія

### Odd Project
- Lovers, Fighters, Sinners, Saints (2007)

### A Skylit Drive
- Wires...and the Concept of Breathing (2008)
- Adelphia (2009)
- Identity on Fire (2011)
- Rise (2013)

### Сольна кар'єра
- Sometimes (2012)